# Елеонора Россі Драго
Пальміра Оміччіолі (італ. Palmira Omiccioli), відома як Елеонора Россі Драго (італ. Eleonora Rossi Drago; 23 вересня 1925, Генуя, Італія — 2 грудня 2007, Палермо, Італія) — італійська акторка театру та кіно 1950-1960-х років, модель.

## Біографія
Виросла в сім'ї капітана далекого плавання. Працювала моделлю. Посіла четверте місце на конкурсі краси «Міс Італія» (1948) i привернула увагу кінематографістів. У 1949 році переїхала до Риму. 
З 1955 — на сцені театру. Грала у виставі «Дядя Ваня» за Чеховим в дуеті з Марчелло Мастрояні. 
У кіно з 1949 — «Алтура» (1949). Найкращі ролі виконала у фільмах відомих італійських режисерів — Мікеланджело Антоніоні «Подруги» (Клелія, 1955), П'єтро Джермі, Луїджі Коменчіні. За виконання ролі Роберти Пармесан у драмі Валеріо Дзурліні «Безжалісне літо» (1959) удостоєна кількох кінопремій. 1964 — виконала головну жіночу роль в телеекранізації роману Арчибальда Кролніна «Цитадель». Відсутність продюсера призвела до того, що талановита акторка була змушена в кінці 60-х зніматися у фільмах категорії «В», де демонструвала насамперед сексуальність, а не свій драматичний талант.

## Особисте життя
У 1970 одружилася з бізнесменом із Сицилії Доменіко Ла Каверра і усамітнилася з ним і з дочкою від першого шлюбу в Палермо. В кіно більше не повернулась.